# 22e législature du Canada

La distribution initiale des sièges aux débuts de la 22e législature du Canada.

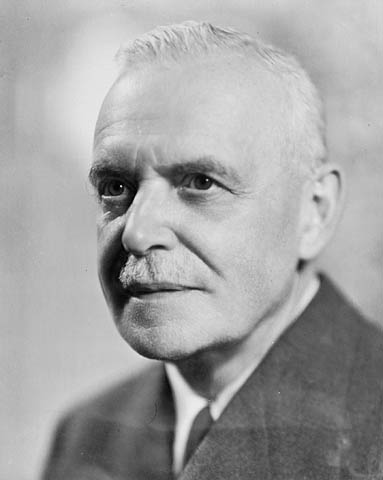
Louis St-Laurent est premier ministre durant la.

La 22e législature du Canada est en session du 12 novembre 1953 au 12 avril 1957.  Sa composition est déterminée par les élections de 1953, tenues le 10 août 1953, et légèrement modifiée par des démissions et des élections partielles survenues avant les élections de 1957.
Cette législature est contrôlée par une majorité parlementaire détenue par le Parti libéral dirigé par Louis St-Laurent. L'opposition officielle est représentée par le Parti progressiste-conservateur dirigé successivement par George Drew, William Earl Rowe, à nouveau par George Drew et William Earl Rowe et enfin par John George Diefenbaker.
Le président de la Chambre est Louis-René Beaudoin.
Voici les 5 sessions parlementaires de la 22e législature :
| Session | Début            | Fin              |
| ------- | ---------------- | ---------------- |
| 1re     | 12 novembre 1953 | 20 novembre 1954 |
| 2e      | 7 janvier 1955   | 28 juillet 1955  |
| 3e      | 10 janvier 1956  | 14 août 1956     |
| 4e      | 26 novembre 1956 | 8 janvier 1957   |
| 5e      | 8 janvier 1957   | 12 avril 1957    |

## Liste des députés
Les circonscriptions marquées d'un astérisque (*) indiquent qu'elles sont représentées par deux députés.

### Alberta
| Circonscription      | Circonscription | Nom                                                | Parti         |
| -------------------- | --------------- | -------------------------------------------------- | ------------- |
| Acadia               |                 | Victor Quelch                                      | Crédit social |
| Athabaska            |                 | Joseph Miville Dechene                             | PLC           |
| Battle River—Camrose |                 | Robert Fair (décédé le 11 novembre 1954)           | Crédit social |
| Battle River—Camrose |                 | James Alexander Smith (élection partielle en 1955) | Crédit social |
| Bow River            |                 | Charles Edward Johnston                            | Crédit social |
| Calgary-Nord         |                 | Douglas Harkness                                   | PC            |
| Calgary-Sud          |                 | Carl Nickle                                        | PC            |
| Edmonton-Est         |                 | Ambrose A. Holowach                                | Crédit social |
| Edmonton—Strathcona  |                 | Richmond Francis Hanna                             | PLC           |
| Edmonton-Ouest       |                 | George Prudham                                     | PLC           |
| Jasper—Edson         |                 | Charles Yuill                                      | Crédit social |
| Lethbridge           |                 | John Horne Blackmore                               | Crédit social |
| Macleod              |                 | Ernest George Hansell                              | Crédit social |
| Medicine Hat         |                 | William Duncan Wylie                               | Crédit social |
| Peace River          |                 | Solon Earl Low                                     | Crédit social |
| Red Deer             |                 | Frederick Davis Shaw                               | Crédit social |
| Vegreville           |                 | John Decore                                        | PLC           |
| Wetaskiwin           |                 | Ray Thomas                                         | Crédit social |

### Colombie-Britannique
| Circonscription     | Circonscription | Nom                      | Parti         |
| ------------------- | --------------- | ------------------------ | ------------- |
| Burnaby—Coquitlam   |                 | Erhart Regier            | CCF           |
| Burnaby—Richmond    |                 | Tom Goode                | PLC           |
| Cariboo             |                 | Bert Leboe               | Crédit social |
| Coast—Capilano      |                 | James Sinclair           | PLC           |
| Comox—Alberni       |                 | Thomas Speakman Barnett  | CCF           |
| Esquimalt—Saanich   |                 | George Pearkes           | PC            |
| Fraser Valley       |                 | Alexander Bell Patterson | Crédit social |
| Kamloops            |                 | Davie Fulton             | PC            |
| Kootenay-Est        |                 | James Allen Byrne        | PLC           |
| Kootenay-Ouest      |                 | Herbert Wilfred Herridge | CCF           |
| Nanaimo             |                 | Colin Cameron            | CCF           |
| New Westminster     |                 | George Hahn              | Crédit social |
| Okanagan Boundary   |                 | Owen Jones               | CCF           |
| Okanagan—Revelstoke |                 | George McLeod            | Crédit social |
| Skeena              |                 | Edward Applewhaite       | PLC           |
| Vancouver—Burrard   |                 | Lorne MacDougall         | PLC           |
| Vancouver-Centre    |                 | Ralph Campney            | PLC           |
| Vancouver-Est       |                 | Harold Edward Winch      | CCF           |
| Vancouver Kingsway  |                 | Angus MacInnis           | CCF           |
| Vancouver Quadra    |                 | Howard Charles Green     | PC            |
| Vancouver-Sud       |                 | Elmore Philpott          | PLC           |
| Victoria            |                 | Francis Fairey           | PLC           |

### Île-du-Prince-Édouard
| Circonscription | Circonscription | Nom                   | Parti |
| --------------- | --------------- | --------------------- | ----- |
| King's          |                 | Thomas Joseph Kickham | PLC   |
| Prince          |                 | John Watson MacNaught | PLC   |
| Queen's*        |                 | Angus MacLean         | PC    |
| Queen's*        |                 | Neil Matheson         | PLC   |

### Manitoba
| Circonscription      | Circonscription | Nom                                        | Parti                |
| -------------------- | --------------- | ------------------------------------------ | -------------------- |
| Brandon—Souris       |                 | Walter Dinsdale                            | PC                   |
| Churchill            |                 | George Weaver                              | PLC                  |
| Dauphin              |                 | Fred Zaplitny                              | CCF                  |
| Lisgar               |                 | William Albert Pommer                      | PLC                  |
| Marquette            |                 | Stuart Garson                              | PLC                  |
| Portage—Neepawa      |                 | William Gilbert Weir                       | Libéral-progressiste |
| Provencher           |                 | René Jutras                                | PLC                  |
| Selkirk              |                 | Robert James Wood (décédé le 8 août 1954)  | PLC                  |
| Selkirk              |                 | William Bryce (élection partielle en 1954) | CCF                  |
| Springfield          |                 | Anton Weselak                              | PLC                  |
| Saint-Boniface       |                 | Fernand Viau                               | PLC                  |
| Winnipeg-Nord        |                 | Alistair Stewart                           | CCF                  |
| Winnipeg-Nord-Centre |                 | Stanley Knowles                            | CCF                  |
| Winnipeg-Sud         |                 | Owen Trainor                               | PC                   |
| Winnipeg-Sud-Centre  |                 | Gordon Churchill                           | PC                   |

### Nouveau-Brunswick
| Circonscription       | Circonscription | Nom                                                   | Parti |
| --------------------- | --------------- | ----------------------------------------------------- | ----- |
| Charlotte             |                 | Andrew Wesley Stuart                                  | PLC   |
| Gloucester            |                 | Hédard Robichaud                                      | PLC   |
| Kent                  |                 | Hervé Michaud                                         | PLC   |
| Northumberland        |                 | George Roy McWilliam                                  | PLC   |
| Restigouche—Madawaska |                 | Joseph-Gaspard Boucher                                | PLC   |
| Restigouche—Madawaska |                 | Joseph Charles Van Horne (élection partielle en 1955) | PC    |
| Royal                 |                 | Alfred Johnson Brooks                                 | PC    |
| Saint-Jean—Albert     |                 | Thomas Miller Bell                                    | PC    |
| Victoria—Carleton     |                 | Gage Montgomery                                       | PC    |
| Westmorland           |                 | Henry Murphy                                          | PLC   |
| York—Sunbury          |                 | Milton Fowler Gregg                                   | PLC   |

### Nouvelle-Écosse
| Circonscription          | Circonscription | Nom                       | Parti |
| ------------------------ | --------------- | ------------------------- | ----- |
| Antigonish—Guysborough   |                 | J. Ralph Kirk             | PLC   |
| Cap-Breton-Victoria-Nord |                 | William Murdoch Buchanan  | PLC   |
| Cap-Breton-Sud           |                 | Clarence Gillis           | CCF   |
| Colchester—Hants         |                 | Gordon Purdy              | PLC   |
| Cumberland               |                 | Azel Randolph Lusby       | PLC   |
| Digby—Annapolis—Kings    |                 | George Nowlan             | PC    |
| Halifax*                 |                 | Samuel Rosborough Balcom  | PLC   |
| Halifax*                 |                 | John Dickey               | PLC   |
| Inverness—Richmond       |                 | Allan MacEachen           | PLC   |
| Pictou                   |                 | Henry Byron McCulloch     | PLC   |
| Queens—Lunenburg         |                 | Robert Winters            | PLC   |
| Shelburne—Yarmouth—Clare |                 | Thomas Andrew Murray Kirk | PLC   |

### Ontario
| Circonscription      | Circonscription | Nom                                                          | Parti                |
| -------------------- | --------------- | ------------------------------------------------------------ | -------------------- |
| Algoma-Est           |                 | Lester B. Pearson                                            | PLC                  |
| Algoma-Ouest         |                 | George E. Nixon                                              | PLC                  |
| Brantford            |                 | James Elisha Brown                                           | PLC                  |
| Brant—Haldimand      |                 | John A. Charlton                                             | PC                   |
| Broadview            |                 | George Hees                                                  | PC                   |
| Bruce                |                 | Andrew Ernest Robinson                                       | PC                   |
| Carleton             |                 | George Drew                                                  | PC                   |
| Cochrane             |                 | Joseph-Alphonse-Anaclet Habel                                | PLC                  |
| Danforth             |                 | Robert Hardy Small                                           | PC                   |
| Davenport            |                 | Paul Hellyer                                                 | PLC                  |
| Dufferin—Simcoe      |                 | William Earl Rowe                                            | PC                   |
| Durham               |                 | John James                                                   | PLC                  |
| Eglinton             |                 | Donald Fleming                                               | PC                   |
| Elgin                |                 | Charles Delmer Coyle (décédé le 19 janvier 1954)             | PC                   |
| Elgin                |                 | James Alexander McBain (élection partielle le 22 mars 1954)  | PC                   |
| Essex-Est            |                 | Paul Joseph James Martin                                     | PLC                  |
| Essex-Ouest          |                 | Donald Ferguson Brown                                        | PLC                  |
| Essex-Sud            |                 | Murray Clark                                                 | PLC                  |
| Fort-William         |                 | Dan McIvor                                                   | PLC                  |
| Glengarry—Prescott   |                 | Raymond Bruneau                                              | PLC                  |
| Greenwood            |                 | James MacKerras Macdonnell                                   | PC                   |
| Grenville—Dundas     |                 | Arza Clair Casselman                                         | PC                   |
| Grey—Bruce           |                 | Walter Harris                                                | PLC                  |
| Grey-Nord            |                 | Colin Emerson Bennett                                        | PLC                  |
| Halton               |                 | Sybil Bennett                                                | PC                   |
| Hamilton-Est         |                 | Thomas Hambly Ross                                           | PLC                  |
| Hamilton-Ouest       |                 | Ellen Fairclough                                             | PC                   |
| Hamilton-Sud         |                 | Russell Reinke                                               | PLC                  |
| Hastings—Frontenac   |                 | George Stanley White                                         | PC                   |
| Hastings-Sud         |                 | Frank Follwell                                               | PLC                  |
| High Park            |                 | Pat Cameron                                                  | PLC                  |
| Huron                |                 | Elston Cardiff                                               | PC                   |
| Kenora—Rainy River   |                 | William Moore Benidickson                                    | Libéral-travailliste |
| Kent                 |                 | Blake Huffman                                                | PLC                  |
| Kingston             |                 | William Henderson                                            | PLC                  |
| Lambton—Kent         |                 | Hugh MacKenzie                                               | PLC                  |
| Lambton-Ouest        |                 | Joseph Warner Murphy                                         | PC                   |
| Lanark               |                 | William Gourlay Blair                                        | PC                   |
| Leeds                |                 | Hayden Stanton                                               | PC                   |
| Lincoln              |                 | Harry Cavers                                                 | PLC                  |
| London               |                 | Robert Weld Mitchell                                         | PC                   |
| Middlesex-Est        |                 | Harry Oliver White                                           | PC                   |
| Middlesex-Ouest      |                 | Robert McCubbin                                              | PLC                  |
| Niagara Falls        |                 | William Limburg Houck                                        | PLC                  |
| Nickel Belt          |                 | Léoda Gauthier                                               | PLC                  |
| Nipissing            |                 | Jack Garland                                                 | PLC                  |
| Norfolk              |                 | Raymond Elmer Anderson                                       | PLC                  |
| Northumberland       |                 | Frederick Robertson                                          | PLC                  |
| Ontario              |                 | Michael Starr                                                | PC                   |
| Ottawa-Est           |                 | Jean-Thomas Richard                                          | PLC                  |
| Ottawa-Ouest         |                 | George McIlraith                                             | PLC                  |
| Oxford               |                 | Wally Nesbitt                                                | PC                   |
| Parkdale             |                 | John Hunter                                                  | PLC                  |
| Parry Sound—Muskoka  |                 | Wilfred McDonald                                             | PLC                  |
| Peel                 |                 | Gordon Graydon (décédé en fonction)                          | PC                   |
| Peel                 |                 | John Pallett (élection partielle le 22 mars 1954)            | PC                   |
| Perth                |                 | Jay Monteith                                                 | PC                   |
| Peterborough         |                 | Gordon Fraser                                                | PC                   |
| Port Arthur          |                 | Clarence Decatur Howe                                        | PLC                  |
| Prince Edward—Lennox |                 | George Tustin                                                | PC                   |
| Renfrew-Nord         |                 | James Forgie                                                 | PLC                  |
| Renfrew-Sud          |                 | James Joseph McCann                                          | PLC                  |
| Rosedale             |                 | Charles Henry                                                | PLC                  |
| Russell              |                 | Joseph-Omer Gour                                             | PLC                  |
| St. Paul's           |                 | Roland Michener                                              | PC                   |
| Simcoe-Est           |                 | William Alfred Robinson                                      | PLC                  |
| Simcoe-Nord          |                 | Julian Ferguson                                              | PC                   |
| Spadina              |                 | David Croll (nommé au Sénat)                                 | PLC                  |
| Spadina              |                 | Charles Edward Rea (élection partielle le 24 octobre 1955)   | PC                   |
| Stormont             |                 | Lionel Chevrier (démission)                                  | PLC                  |
| Stormont             |                 | Albert Lavigne (élection partielle le 8 novembre 1954)       | PLC                  |
| Sudbury              |                 | Rodger Mitchell                                              | PLC                  |
| Timiskaming          |                 | Ann Shipley                                                  | PLC                  |
| Timmins              |                 | Karl Eyre                                                    | PLC                  |
| Trinity              |                 | Lionel Conacher (décédé en fonction)                         | PLC                  |
| Trinity              |                 | Donald Carrick (élection partielle le 8 novembre 1954)       | PLC                  |
| Victoria             |                 | Clayton Hodgson                                              | PC                   |
| Waterloo-Nord        |                 | Norman Schneider                                             | PLC                  |
| Waterloo-Sud         |                 | Arthur White                                                 | PLC                  |
| Welland              |                 | William Hector McMillan                                      | PLC                  |
| Wellington—Huron     |                 | Marvin Howe                                                  | PC                   |
| Wellington-Sud       |                 | Henry Alfred Hosking                                         | PLC                  |
| Wentworth            |                 | Frank Lennard                                                | PC                   |
| York-Centre          |                 | Al Hollingworth                                              | PLC                  |
| York-Est             |                 | Robert Henry McGregor                                        | PC                   |
| York—Humber          |                 | Margaret Aitken                                              | PC                   |
| York-Nord            |                 | Jack Smith                                                   | PLC                  |
| York—Scarborough     |                 | Frank Enfield                                                | PLC                  |
| York-Ouest           |                 | Agar Rodney Adamson                                          | PC                   |
| York-Ouest           |                 | John Borden Hamilton (élection partielle le 8 novembre 1954) | PC                   |
| York-Sud             |                 | Joseph W. Noseworthy                                         | CCF                  |

### Québec
| Circonscription                   | Circonscription | Nom                                                                   | Parti           |
| --------------------------------- | --------------- | --------------------------------------------------------------------- | --------------- |
| Argenteuil—Deux-Montagnes         |                 | Philippe Valois                                                       | PLC             |
| Beauce                            |                 | Raoul Poulin                                                          | Indépendant     |
| Beauharnois—Salaberry             |                 | Robert Cauchon                                                        | PLC             |
| Bellechasse                       |                 | Louis-Philippe Picard (démission)                                     | PLC             |
| Bellechasse                       |                 | Ovide Laflamme (élection partielle le 26 septembre 1955)              | PLC             |
| Berthier—Maskinongé—de Lanaudière |                 | Joseph Langlois                                                       | PLC             |
| Bonaventure                       |                 | Bona Arsenault                                                        | PLC             |
| Brome—Missisquoi                  |                 | Joseph-Léon Deslières                                                 | PLC             |
| Cartier                           |                 | Leon David Crestohl                                                   | PLC             |
| Chambly—Rouville                  |                 | Roch Pinard                                                           | PLC             |
| Champlain                         |                 | Joseph Irenée Rochefort                                               | PLC             |
| Chapleau                          |                 | David Gourd                                                           | PLC             |
| Charlevoix                        |                 | Auguste Maltais                                                       | PLC             |
| Châteauguay—Huntingdon—Laprairie  |                 | Jean Boucher                                                          | PLC             |
| Chicoutimi                        |                 | Paul-Edmond Gagnon                                                    | Indépendant     |
| Compton—Frontenac                 |                 | Joseph-Adéodat Blanchette                                             | PLC             |
| Dollard                           |                 | Guy Rouleau                                                           | PLC             |
| Dorchester                        |                 | Robert Perron                                                         | PC              |
| Drummond—Arthabaska               |                 | Armand Cloutier                                                       | PLC             |
| Gaspé                             |                 | Léopold Langlois                                                      | PLC             |
| Gatineau                          |                 | Joseph-Célestin Nadon (décédé le 17 décembre 1953)                    | PLC             |
| Gatineau                          |                 | Rodolphe Leduc (élection partielle le 22 mars 1954)                   | PLC             |
| Hochelaga                         |                 | Raymond Eudes                                                         | PLC             |
| Hull                              |                 | Alexis Caron                                                          | PLC             |
| Îles-de-la-Madeleine              |                 | Charles Cannon                                                        | PLC             |
| Jacques-Cartier—Lasalle           |                 | Edgar Leduc                                                           | PLC             |
| Joliette—L'Assomption—Montcalm    |                 | Maurice Breton                                                        | PLC             |
| Kamouraska                        |                 | Arthur Massé                                                          | PLC indépendant |
| Labelle                           |                 | Gustave Roy                                                           | PLC             |
| Lac-Saint-Jean                    |                 | André Gauthier                                                        | PLC             |
| Lafontaine                        |                 | J.-Georges Ratelle                                                    | PLC             |
| Lapointe                          |                 | Fernand Girard                                                        | Indépendant     |
| Laurier                           |                 | J.-Eugène Lefrançois                                                  | PLC             |
| Laval                             |                 | Léopold Demers                                                        | PLC             |
| Lévis                             |                 | Maurice Bourget                                                       | PLC             |
| Longueuil                         |                 | Auguste Vincent                                                       | PLC             |
| Lotbinière                        |                 | Hugues Lapointe                                                       | PLC             |
| Maisonneuve—Rosemont              |                 | Jean-Paul Deschatelets                                                | PLC             |
| Matapédia—Matane                  |                 | Léandre Thibault                                                      | PLC             |
| Mégantic                          |                 | Joseph Lafontaine                                                     | PLC             |
| Mercier                           |                 | Marcel Monette                                                        | PLC             |
| Montmagny—L'Islet                 |                 | Jean Lesage                                                           | PLC             |
| Mont-Royal                        |                 | Alan Macnaughton                                                      | PLC             |
| Nicolet—Yamaska                   |                 | Maurice Boisvert                                                      | PLC             |
| Notre-Dame-de-Grâce               |                 | William McLean Hamilton                                               | PC              |
| Outremont—Saint-Jean              |                 | Romuald Bourque                                                       | PLC             |
| Papineau                          |                 | Adrien Meunier                                                        | PLC indépendant |
| Pontiac—Témiscamingue             |                 | Hugh Proudfoot                                                        | PLC             |
| Portneuf                          |                 | Pierre Gauthier                                                       | PLC             |
| Québec—Montmorency                |                 | Wilfrid Lacroix                                                       | PLC             |
| Québec-Est                        |                 | Louis St. Laurent                                                     | PLC             |
| Québec-Ouest                      |                 | J.-Wilfrid Dufresne                                                   | PC              |
| Québec-Sud                        |                 | Charles Gavan Power (au 28 juillet 1955, nommé au Sénat)              | PLC             |
| Québec-Sud                        |                 | Francis (Frank) Gavan Power (élection partielle le 26 septembre 1955) | PLC             |
| Richelieu—Verchères               |                 | Lucien Cardin                                                         | PLC             |
| Richmond—Wolfe                    |                 | Ernest-Omer Gingras                                                   | PLC             |
| Rimouski                          |                 | Gérard Légaré                                                         | PLC             |
| Roberval                          |                 | Georges Villeneuve                                                    | PLC             |
| Saguenay                          |                 | Lomer Brisson                                                         | PLC             |
| Sainte-Anne                       |                 | Thomas Healy                                                          | PLC             |
| Saint-Antoine—Westmount           |                 | Douglas Abbott (au 1er juillet 1954)                                  | PLC             |
| Saint-Antoine—Westmount           |                 | George Carlyle Marler (élection partielle le 8 novembre 1954)         | PLC             |
| Saint-Denis                       |                 | Azellus Denis                                                         | PLC             |
| Saint-Henri                       |                 | Joseph-Arsène Bonnier                                                 | PLC             |
| Saint-Hyacinthe—Bagot             |                 | Joseph Fontaine                                                       | PLC             |
| Saint-Jacques                     |                 | Roland Beaudry                                                        | PLC             |
| Saint-Jean—Iberville—Napierville  |                 | Alcide Côté (décédé le 7 août 1955)                                   | PLC             |
| Saint-Jean—Iberville—Napierville  |                 | J.-Armand Ménard (élection partielle le 19 décembre 1955)             | PLC             |
| Saint-Laurent—Saint-Georges       |                 | Brooke Claxton (démissionne le 31 juillet 1954)                       | PLC             |
| Saint-Laurent—Saint-Georges       |                 | Claude Richardson (élection partielle le 8 novembre 1954)             | PLC             |
| Sainte-Marie                      |                 | Hector Dupuis                                                         | PLC             |
| Saint-Maurice—Laflèche            |                 | Joseph-Adolphe Richard                                                | PLC             |
| Shefford                          |                 | Marcel Boivin                                                         | PLC             |
| Sherbrooke                        |                 | Maurice Gingues                                                       | PLC             |
| Stanstead                         |                 | Louis-Édouard Roberge                                                 | PLC             |
| Témiscouata                       |                 | Jean-François Pouliot (au 28 juillet 1955, nommé au Sénat)            | PLC             |
| Témiscouata                       |                 | Jean-Paul Saint-Laurent (élection partielle le 26 septembre 1955)     | PLC             |
| Terrebonne                        |                 | Lionel Bertrand                                                       | PLC             |
| Trois-Rivières                    |                 | Léon Balcer                                                           | PC              |
| Vaudreuil—Soulanges               |                 | Louis-René Beaudoin                                                   | PLC             |
| Verdun                            |                 | Paul-Émile Côté (au 1er janvier 1954)                                 | PLC             |
| Verdun                            |                 | Joseph Gérard Yves Leduc (élection partielle le 22 mars 1954)         | PLC             |
| Villeneuve                        |                 | Armand Dumas                                                          | PLC             |

### Saskatchewan
| Circonscription           | Circonscription | Nom                         | Parti |
| ------------------------- | --------------- | --------------------------- | ----- |
| Assiniboia                |                 | Hazen Argue                 | CCF   |
| Humboldt—Melfort          |                 | Hugh Alexander Bryson       | CCF   |
| Kindersley                |                 | Merv Johnson                | CCF   |
| Mackenzie                 |                 | Alexander Malcolm Nicholson | CCF   |
| Meadow Lake               |                 | John Harrison               | PLC   |
| Melville                  |                 | James Garfield Gardiner     | PLC   |
| Moose Jaw—Lake Centre     |                 | W. Ross Thatcher            | CCF   |
| Moose Mountain            |                 | Edward McCullough           | CCF   |
| Prince Albert             |                 | John Diefenbaker            | PC    |
| Qu'Appelle                |                 | Henry Mang                  | PLC   |
| Regina City               |                 | Claude Ellis                | CCF   |
| Rosetown—Biggar           |                 | Major James Coldwell        | CCF   |
| Rosthern                  |                 | Walter Tucker               | PLC   |
| Saskatoon                 |                 | Roy Knight                  | CCF   |
| Swift Current—Maple Creek |                 | Irvin Studer                | PLC   |
| The Battlefords           |                 | Max Campbell                | CCF   |
| Yorkton                   |                 | George Hugh Castleden       | CCF   |

### Terre-Neuve
| Circonscription                | Circonscription | Nom                             | Parti |
| ------------------------------ | --------------- | ------------------------------- | ----- |
| Bonavista—Twillingate          |                 | Jack Pickersgill                | PLC   |
| Burin—Burgeo                   |                 | Chesley William Carter          | PLC   |
| Grand Falls—White Bay—Labrador |                 | Thomas Gordon William Ashbourne | PLC   |
| Humber—St. George's            |                 | Herman Maxwell Batten           | PLC   |
| St. John's-Est                 |                 | Allan Fraser                    | PLC   |
| St. John's-Ouest               |                 | James Augustine Power           | PLC   |
| Trinity—Conception             |                 | Leonard Stick                   | PLC   |

### Territoires du Nord-Ouest
| Circonscription | Circonscription | Nom                  | Parti |
| --------------- | --------------- | -------------------- | ----- |
| Mackenzie-River |                 | Mervyn Arthur Hardie | PLC   |

### Yukon
| Circonscription | Circonscription | Nom                  | Parti |
| --------------- | --------------- | -------------------- | ----- |
| Yukon           |                 | James Aubrey Simmons | PLC   |

## Sources
- Site web du Parlement du Canada

- (en) Cet article est partiellement ou en totalité issu de l’article de Wikipédia en anglais intitulé « 22nd Canadian Parliament » (voir la liste des auteurs).